# Sartor respectus
Sartor respectus és una espècie de peix de la família dels anostòmids i de l'ordre dels caraciformes. Menja algues, insectes i esponges. Viu en zones de clima subtropical. Es troba a Sud-amèrica: conca del riu Xingu al Brasil.